# Michele Galdieri
Michele Galdieri (Nápoles, 18 de noviembre de 1902-ibídem, 30 de noviembre de 1965) fue un guionista, compositor y letrista italiano.
Junto con Giovanni D'Anzi, compuso la popular canción «Mattinata fiorentina» («Mañana de Florencia») para la revista de 1941 A veces es agradable ir a pie.
En la revista Con la palma de la nariz, escrita en 1944 para Totò y Anna Magnani, se burló de Adolf Hitler tras el atentado del 20 de julio de 1944, y realizó una parodia de la tradicional canción napolitana «Ciccio Formaggio», en la que Benito Mussolini reprocha a los italianos no haber detenido su ascenso al poder.

## Filmografía selecta
- Tre uomini in frack (1932)
- Cinque a zero (1932)
- Papà per una notte (1939)
- Il barone Carlo Mazza (1948)
- Lacrime d'amore (1954)